# Vaghuhas
Vaghuhas (també escrit com a Vaghouhas, Vaguas, Vaguaz i Vaquas; àzeri: Qozlu) és un poble (d'uns 600 habitants) al sud de la serrada de Murovdag a la regió de Martakert de la República d'Artsakh de facto i, de iure, part del Districte de Kəlbəcər de l'Azerbaidjan. Al poble s'hi troben ruïnes de l'antic poblament armeni Mayrakahag i del monestir Karmiravan.